# Onthophagus helciatus
Onthophagus helciatus là một loài bọ cánh cứng trong họ Bọ hung (Scarabaeidae).